# Mariano Gamir
Mariano Gámir Ulíbarri était un général espagnol et dirigeant militaire des forces républicaines pendant la guerre civile espagnole.

## Biographie
Il naît en 1877 dans une famille basque. Il entre à l'Académie d'infanterie à l'âge de quinze ans et progresse rapidement dans l'armée en raison de ses compétences techniques inhabituelles et sa force de caractère. Il est nommé général de brigade en 1933 et quelques mois plus tard il est nommé directeur de l'Académie d'infanterie de Tolède. Il est resté fidèle à la République lorsque la guerre civile espagnole commence en juillet 1936. Il est envoyé à Valence en juillet 1936 et commande la 5e brigade d'infanterie. Au début 1937, il prend le commandement de la 6e Brigade d'infanterie. Ses troupes ont joué un rôle actif sur le front d'Aragon dans les premières heures de la guerre civile.
En 1937, il y avait deux commandants rivaux de l'armée basque, Général Francisco Llano de la Encomienda avait été nommé commandant de l'armée du Nord par la République. José Antonio Aguirre, président du Pays basque, lui-même l'avait proclamé commandant de l'armée basque. La destruction de Guernica par les bombardements en avril 1937 a montré la faiblesse de la défense républicaine. Le 31 mai 1937 Gámir est nommé pour commander l'armée basque. Cependant, il n'a pas reçu le commandement du reste de l'armée du Nord. Aguirre a trouvé Gámir meilleur que Llano de la Encomienda. Gámir était apolitique.
Lorsque Gámir prend le commandement, l'armée basque compte 85 bataillons organisés en brigades et divisions. Il y avait une pénurie de commandants militaires formés et du matériel de guerre insuffisant. Gámir réorganisa le personnel. Il ordonna, face à une menace immédiate à Bilbao, une plus grande mobilisation, a accéléré ses travaux sur les fortifications et le redéploiement des troupes de défense. Toutefois, l'avance franquiste continue et le 16 juin 1937, il a dû ordonner une retraite générale à l'ouest de la rivière Nervión. Gámir a envoyé un télégramme au ministre de la Défense nationale en disant qu'il envisageait de renoncer au Pays basque. Prieto lui a ordonné de défendre Bilbao. Cependant, Gámir a pris la responsabilité d'évacuer le gouvernement basque le 16 juin 1937.
Le 19 juin 1937 il quitte Bilbao juste avant que les troupes nationalistes entrent dans la ville. Quand il arrive à Santander, le 25 juin 1937, il prend le commandement de l'armée du Nord. Pour arrêter l'avancée des troupes de Franco, il a 80000 soldats regroupés en quatre corps, près de 300 pièces d'artillerie, 40 avions et 17 canons anti-aériens. Les forces opposées sous le général Fidel Dávila Arrondo avaient presque trois fois leur force. Il a essayé de recruter plus de soldats, mais ne pouvait pas en lever suffisamment pour défendre le front. Il a élaboré un plan pour rejoindre le front d'Aragon en juillet 1937, mais cela a été rejeté par le gouvernement républicain. Il a dû faire face à des niveaux élevés de désertion parmi les troupes de la province conservatrice de Santander, bien que les troupes asturiennes étaient plus fidèles à la cause républicaine.
L'offensive nationaliste contre Santander commence le 14 août 1937. Les forces d'attaque du général Dávila sont de 90000 soldats dont 25000 soldats dans les unités mécanisées. Ils avaient plus de 200 avions, y compris les unités d'élite d'Italie et d'Allemagne. Le 22 août 1937, il a convoqué une réunion à Santander avec José Antonio Aguirre, le délégué de la Défense du gouvernement, les commandants militaires et les représentants des organisations politiques. Il a proposé une réduction immédiate de la longueur de ligne de défense. La ville de Santander tombe le 26 août 1937.
Il se déplace par sous-marin vers les Asturies, la dernière partie du nord tenue par la République. Quand il arrive le Conseil interprovincial des Asturies et Leon déclaré sa souveraineté [pas clair]. Le Conseil des Asturies a élu colonel Adolfo Prada pour commander l'armée du Nord à la place de Gámir. Gámir a pris un avion de Gijón jusqu'en France. Il revient plus tard à Valence où il prend le commandement de la 6e Brigade d'infanterie. Il a fait l'objet de nombreuses critiques de sa performance dans le nord, et a ensuite été retiré de son commandement. Gamir était représentant espagnol sur la commission internationale qui a discuté le retrait des ressortissants étrangers de l'Espagne. Le 12 octobre 1938, il est nommé inspecteur général de l'éducation militaire.
Après la chute de la Catalogne, il s'exile en France, où il a écrit ses mémoires. Dans les années 1950 Franco lui a donné la permission de retourner en Espagne, et il a appris l'agriculture dans la Province de Cuenca.
Mariano Gámir Ulibarri est mort en 1962.